# An Indian's Loyalty
An Indian's Loyalty è un cortometraggio muto del 1913, oggi perduto, diretto da Christy Cabanne. Alcune fonti riportano come probabile regista il nome di D.W. Griffith o Frank Powell.

## Produzione
Il film fu prodotto dalla Biograph Company.

## Distribuzione
Distribuito dalla General Film Company, il film - un cortometraggio in una bobina - uscì nelle sale cinematografiche statunitensi il 16 agosto 1913. Ne fu fatta una riedizione che fu distribuita negli Stati Uniti il 2 ottobre 1916.